# Der gelbe Briefkasten
Der gelbe Briefkasten war eine Zeitschrift für Schulkinder, die vom Bundesministerium für das Post und Fernmeldewesen zwischen 1954 und 1970 monatlich herausgegeben wurde. Es handelte sich um Werbezeitschrift der Deutschen Bundespost. Als Herausgeber fungierte Gerhard Kretschmann, die Zeitschrift erschien im Verlag Kultur und Wissenschaft in Frankfurt am Main.

## Geschichte
Die Postkinderzeitung „Der gelbe Briefkasten“ erschien erstmals am 1. April 1954, nachdem im August 1953 zuvor eine Sonderausgabe herausgegeben worden war. „Der gelbe Briefkasten“ erschien reich bebildert regelmäßig alle zwei Monate und wurde kostenlos an 10- bis 14-jährige Schulkinder ausgegeben, um die „Postkunden von morgen“ in einer ihnen gemäßen Form schon frühzeitig in anschaulichen Bildern und klarer, einfacher Sprache mit Arbeit und Aufgaben des Post- und Fernmeldewesens vertraut zu machen. Die Zeitung wurde in der Regel durch die Zusteller, in einigen Fällen auch über die Schulen verteilt.
Anfangs wurde die Zeitschrift mit dem Zusatztitel Eine Zeitschrift für fleissige Kinder, später Eine Zeitschrift für Schüler herausgegeben. Der Inhalt bestand aus informellen Berichten, in der Ausgabe 3/1960 wurde z. B. über die Erfindung des Fernsehens anlässlich des 100. Geburtstages von Paul Nipkow berichtet, sowie Kurzgeschichten und natürlich aus Werbung für diverse Postdienste; Postsparbuch, Postbusreisen, Briefmarken et cetera.
Mit Ablauf des Jahres 1970 ist „Der gelbe Briefkasten“ mit Heft 6/1970 eingestellt worden.

## Illustration und Grafische Gestaltung der Ausgaben (Auswahl)
Die Ausgaben waren stets reichhaltig illustriert. Unter anderem übernahmen die Illustrationen und Grafische Gestaltung folgende Künstler/Grafiker:
1. 1954:
2. 1955: Umschlagbild und Illustrationen Kieser-Michel. Weitere Illustrationen von Bele Bachem, Wolfgang Felten und Annele Smirnoff.
3. 1956: Rudolf Nieß, Müller + Blase, Günther Stiller und Fritz Griebel.
4. 1957:
5. 1958: Dieter von Andrian, Rudolf Nieß, Günther Stiller, Werner Labbé und Atelier Grifflenberg.
6. 1959: Dieter von Andrian, Rudolf Nieß, Reinhart Heinsdorff, Rolf Lederbogen, Hans Michel, Günther Kieser, Hans Hillmann und Ernst Winkel.
7. 1960: Rudolf Nieß, Wolfgang Felten, Karl Oskar Blase, Bert Jäger und Walter Sexauer.
8. 1961:
9. 1962:
10. 1963: Heinz Schillinger, Wolfgang Felten, Hans Michel und Günther Kieser.
11. 1964: Günther Magnus, Paul Effert, Hans Michel und Günther Kieser.
12. 1965:
13. 1966: Dieter von Andrian
14. 1967: Dieter von Andrian
15. 1968: Paul Froitzheim, Gerd Keim, Paul Effert, G.H. Magnus, Herbert Titz und Dieter Freiherr von Andrian.
16. 1969: Dieter von Andrian
17. 1970: Dieter von Andrian